# قیس زواغی
قیس زواغی (انگلیسی: Kaies Zouaghi؛ زادهٔ ۱۹ دسامبر ۱۹۷۷) بازیکن سابق و مربی فوتبال اهل تونس است.
از باشگاه‌هایی که در آن بازی کرده‌است می‌توان به باشگاه فوتبال المپیک باجی و باشگاه فوتبال ستاره ساحلی اشاره کرد.
وی همچنین در تیم ملی فوتبال تونس بازی کرده‌است.